# Silvia Aeschbach
Silvia Aeschbach (* 2. Juli 1960 in Basel) ist eine Schweizer Journalistin und Autorin.

## Werdegang
Silvia Aeschbach arbeitete als Journalistin bei einem Lokalradio, beim Schweizer Fernsehen und bei mehreren Zeitungen und Zeitschriften. Beim Nachrichtenmagazin Facts, der Boulevardzeitung Blick und der SonntagsZeitung war sie in leitenden Positionen tätig.
Sie schrieb unter anderem für das Online-Angebot des Tages-Anzeigers den Blog «Von Kopf bis Fuss» und schreibt Kolumnen für die Coopzeitung (Wochenzeitung der Schweizer Coop).
Im Verlag «Wörterseh» erschienen einige Bestseller, darunter Leonardo DiCaprio trifft keine Schuld, in dem sie ihren Umgang mit Panikattacken beschreibt.
Neben ihren publizistischen Tätigkeiten betreibt sie unter dem Namen Stilbüro auch eine Stilberatung.
Sie ist verheiratet und lebt in Zürich.

## Publikationen
- Leonardo DiCaprio trifft keine Schuld. Panikattacken mit Happy End. Wörterseh Verlag 2014, ISBN 978-3-03763-049-5.
- Älterwerden für Anfängerinnen. Willkommen im Klub! Wörterseh Verlag 2016, ISBN 978-3-03763-064-8.
- Älterwerden für Anfänger. Willkommen im Klub zum Zweiten! Wörterseh Verlag 2017, ISBN 978-3-03763-078-5.
- Bye-bye, Traumfigur. Willkommen im eigenen Körper. Wörterseh Verlag 2018, ISBN 978-3-03763-098-3.
- Glück ist deine Entscheidung. Mein Jahr bei den Ältesten und was ich von ihnen gelernt habe. mvg Verlag, München 2019, ISBN 978-3-86882-953-2
- Sind denn alle guten Männer schon vergeben? Meine Lieblingskolumnen aus der Coopzeitung. Wörterseh Verlag. Lachen 2020, ISBN 978-3-03763-117-1
- Jetzt erst recht! Älterwerden für Anfängerinnen 2.0. Wörterseh Verlag 2022, ISBN 978-3-03763-136-2.